# Církev Nová naděje
Církev Nová naděje je registrovanou církví v České republice. Byla zaregistrována dne 3. září 2009 a tvoří ji v současnosti 8 sborů. Církev patří do skupiny tzv. protestantských církví pentekostálního (letničního nebo charizmatického) směru. V čele církve od počátku stojí biskup Jerry William Lillard (nar. 8. srpna 1956).[zdroj?]Při sčítání obyvatelstva v roce 2011 se k církvi přihlásilo 430 obyvatel České republiky.

## Organizační struktura
Církev je tvořena 8 sbory. Současné sbory sídlí v Opavě, Jeseníku, Olomouci, Ostravě, Příboře, Mikulovice (okres Jeseník), Praze, Jihlavě.
Cíkrev Nová naděje je sdružena s církví Church of God se sídlem v Clevelandu.
| Humpolec Jeseník Jihlava Kroměříž Olomouc Opava Ostrava Praha Příbor Zlaté Hory Sbory Církve Nová naděje; sbor Kroměříž sídlí ve Zlíně, sbor Olomouc sídlí v Bělkovicích-Lašťanech, sbor Příbor sídlí ve Slezské Ostravě, sbor Zlaté Hory sídlí v České Vsi |